# Passioni (Singer)
Passioni è una raccolta di racconti di Isaac Bashevis Singer, pubblicata da Longanesi nel 1979, con la traduzione di Mario Biondi. Corrisponde alla raccolta in lingua inglese Passions, pubblicata da Farrar Straus & Giroux nel 1975, sebbene non ne segua l'ordine. In originale i racconti erano apparsi in lingua yiddish.

## Titoli della raccolta
1. Passioni (Passions [trad. dell'autore con Dorothea Straus], in inglese al n. 20, presente anche in Racconti e in La giovenca malata di nostalgia)
2. Il fatalista (The Fatalist [trad. Joseph Singer], in inglese al n. 13)
3. Il becchino (The Gravedigger  [trad. dell'autore con Dorothea Straus], in inglese al n. 15, anche in Racconti)
4. Errori (Errors [trad. Joseph Singer], in inglese al n. 3, anche in Racconti)
5. Precettore in un villaggio (A Tutor in the Village [trad. dell'autore con Rosanna Gerber Cohen], in inglese al n. 9)
6. Lo stregone (The Sorcerer [trad. Joseph Singer], in inglese al n. 16)
7. Moishele (Moishele [trad. Marion Magid], in inglese al n. 17, presente anche in Racconti)
8. La strega (The Witch [trad. Joseph Singer], in inglese al n. 7)
9. L'avventura (The Adventure [trad. dell'autore], in inglese al n. 19, anche in Racconti)
10. Tre incontri (Three Encounters [trad. Joseph Singer], in inglese al n. 18, anche in Racconti nella trad. di Anna Ravano e in La giovenca malata di nostalgia)
11. La festa di Capodanno (The New Year Party [trad. dell'autore con Rosanna Gerber Cohen], in inglese al n. 10)
12. Sam Palka e David Vishkover (Sam Palka and David Vishkover[1] [trad. dell'autore con Dorothea Straus], in inglese al n. 8, anche in Racconti)
13. Una coppia (A Pair [trad. dell'autore con Blanche e Joseph Nevel], in inglese al n. 12)
14. La giovenca malata di nostalgia (The Yearning Heifer [trad. dell'autore con Ruth Schachner Finkel], in inglese al n. 6, anche in Racconti e in La giovenca malata di nostalgia)
15. L'ammiratrice (The Admirer [trad. Joseph Singer], in inglese al n. 4, anche in Racconti nella trad. di Anna Ravano)
16. Vecchio amore (Old Love [trad. Joseph Singer], in inglese al n. 2, anche in Racconti e in La giovenca malata di nostalgia)
17. Due mercati (Two Markets [trad. dell'autore con Hannah Koevary], in inglese al n. 14, anche in Racconti)
18. Sabbath in Portogallo (Sabbath in Portugal [trad. dell'autore con Herbert R. Lottman], in inglese al n. 5)
19. Le due sorelle (A Tale of Two Sisters [trad. Joseph Singer], in inglese al n. 11, anche in Racconti con il titolo Storia di due sorelle)
20. Hanka (Hanka [trad. dell'autore con Blanche e Joseph Nevel], in inglese al n. 1)

## Edizioni italiane
- trad. dall'inglese di Mario Biondi, Longanesi (collana "La gaja scienza" n. 126), Milano, 1979; ivi ("I narratori" n. 17), 1979
- stessa trad. in ed. economica, TEA (coll. "TEAdue" n. 359), Milano, 1995 ISBN 88-7819-309-7